# Cattleya schroederae
Cattleya schroederae là một loài lan.

## Hình ảnh

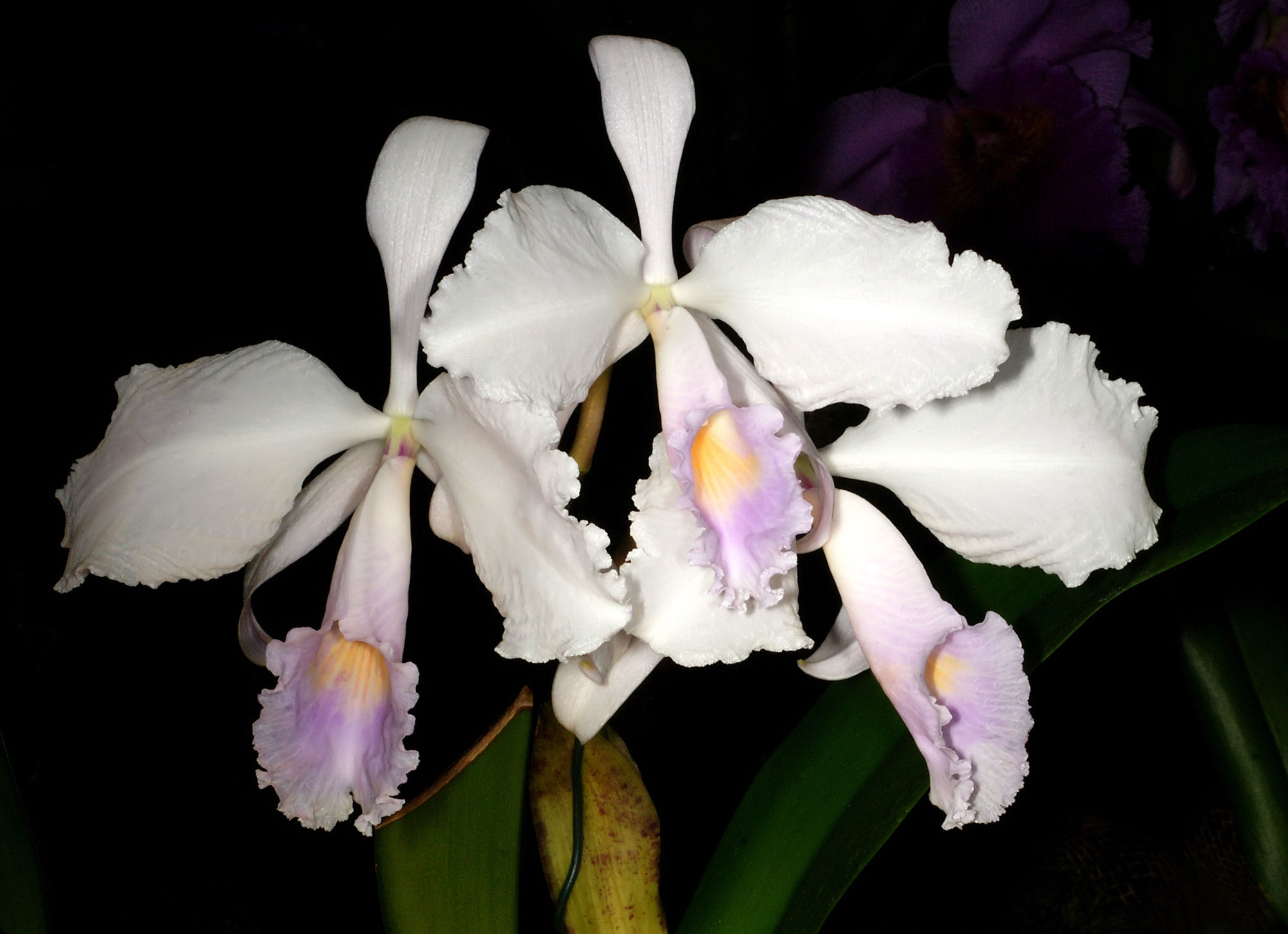
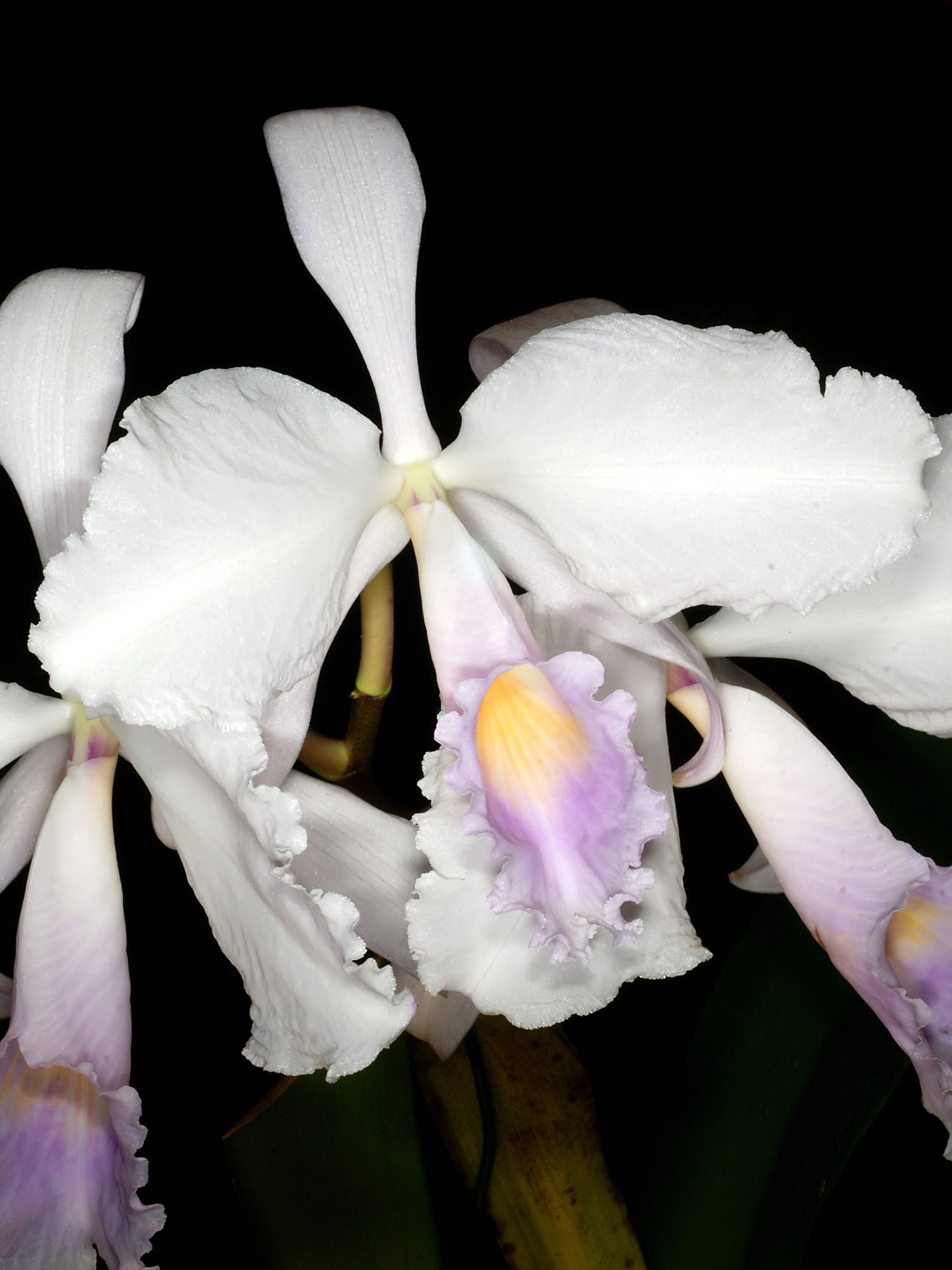
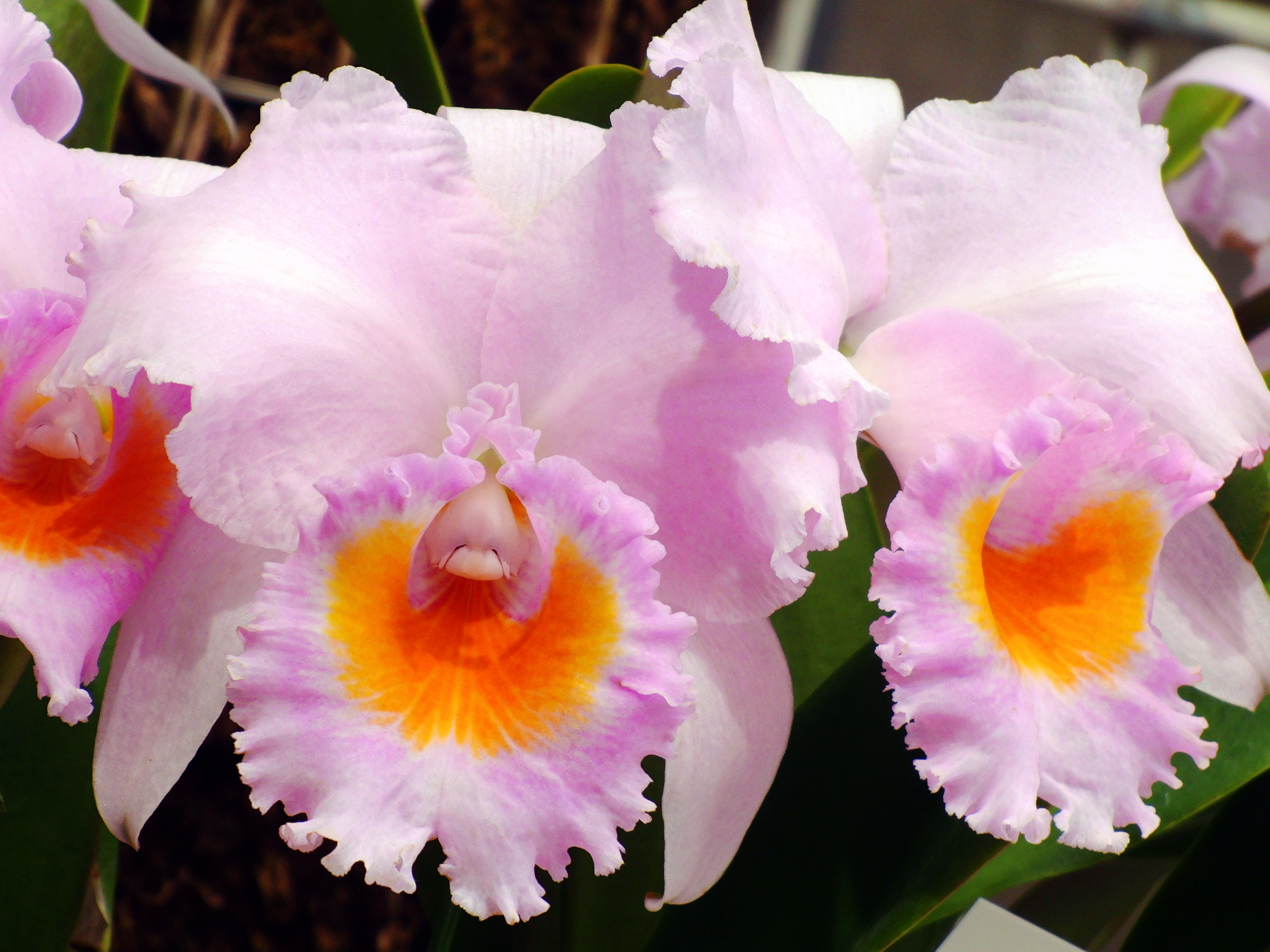